# Paul Halla
Paul Halla est un footballeur autrichien né le 10 avril 1931 à Graz et mort le 6 décembre 2005 à Vienne. Il évoluait au poste de défenseur.

## Biographie
Il joue dans les clubs du SK Sturm Graz, du Grazer AK et du Rapid de Vienne.
International, il reçoit 34 sélections en équipe d'Autriche de 1952 à 1965. Il fait partie de l'équipe autrichienne lors de la Coupe du monde 1954 puis lors de la Coupe du monde 1958.

## Carrière
- 1950-1951 :  SK Sturm Graz
- 1951-1953 :  Grazer AK
- 1953-1965 :  Rapid Vienne
- 1965-1967 :  Helfort[2],[3]

## Palmarès

### En club
Avec le Rapid de Vienne :
- Champion d'Autriche en 1954, 1956, 1957, 1960 et 1964
- Vainqueur de la Coupe d'Autriche en 1961

### En sélection
- Troisième de la Coupe du monde en 1954